# Cocheras de Sants
Las Cocheras de Sants (en catalán: Cotxeres de Sants) son el mayor centro cívico de Barcelona, España. Están ubicadas en el barrio de Sants, más concretamente en la confluencia de la calle de Sants con la de Olzinelles, junto a la plaza de Sants. 
El equipamiento, inaugurado en 1984, ocupa cuatro edificios, siendo los más notables los dos que corresponden a naves de la antigua cochera de tranvías de Sants, remodelación de 1929 de un conjunto anterior, catalogados como Bien de Interés Urbanístico por el Ayuntamiento de Barcelona.

## Historia
La cochera se construyó con la entrada en servicio de la primera línea de tranvías entre Barcelona y Sants. La línea, inicialmente tirada por caballos y mulas, se inauguró el 5 de mayo de 1875, y conectaba el Llano de la Boquería con el entonces municipio independiente de Sants, pasando por Hostafrancs. El primitivo edificio de la cochera, que funcionaba también como estación, fue obra del arquitecto Tiberi Sabater y se levantó sobre el antiguo cementerio parroquial de Santa María de Sants.
En 1904 se electrificó la línea del tranvía de Sants; el cambio de la tracción animal a los vehículos eléctricos obligó a reformar y ampliar las cocheras. El aspecto actual del edificio corresponde a una tercera remodelación, que tuvo lugar entre 1924 y 1929, a cargo de Antoni Millàs.
El edificio quedó abandonado a partir de 1968, poco antes de retirada de los tranvías de las calles de Barcelona. El ayuntamiento aprobó un proyecto para convertirlo en el Museo del Tranvía; los vecinos, sin embargo, reivindicaron el espacio como equipamiento para el barrio. El Centre Social de Sants organizó una intensa campaña reivindicativa, bajo el lema «Salvem Sants dia a dia: ni pas elevat ni Museu del Tramvia» (Salvemos Sants día a día: ni paso elevado ni Museu del Tranvía), que llegó a recoger 13.000 firmas de apoyo. En junio de 1974 el consistorio anunció la paralización del proyecto museístico. En febrero de 1975 el alcalde Enric Masó convocó un concurso de ideas para decidir los nuevos usos de las Cocheras y de otros edificios históricos alrededor de la plaza de Málaga. Sin embargo el proceso quedó paralizado durante el mandado de Joaquín Viola; su sucesor, José María Socías, lo reactivó y en marzo de 1977 inauguró un primer espacio público en las antiguas Cocheras. Se convocó un concurso para la remodelación del recinto, ganado por un grupo de arquitectos encabezados por  Ricard Perdigó. Las obras se iniciaron en febrero de 1981. El 29 de septiembre de 1984 el alcalde Pasqual Maragall inauguró el Centro Cívico Cocheras de Sants.